# 李焘 (明朝)
李焘（1544年—1625年），字若临，号斗野，人称槎城之魁，廣東惠州府河源縣上城石狮人（今广东省河源市源城区上城）。明朝政治人物。官至雲南巡撫。

## 生平
嘉靖四十三年（1564年）甲子科广东乡试第三十七名举人，明穆宗隆庆二年（1568年）中戊辰科三甲进士，授任福建泉州府推官。先后任金华府同知，南京兵部职方司员外郎，南京工部营缮清吏司署郎中。
万历元年（1573年）得授为奉直大夫，万历六年（1578年）升任湖广衡州府知府。《湖南通志》为李焘立传曰：「...力行节俭，尝取四大礼度民所能行者辑为简仪，又手书司马光俭训刊布民间。闾里恶少，皆廉得其奸状，事发，悉实之法，民称神明」。萬曆十二年（1584年）七月升任河间长芦都转运盐使司运使，专管长芦盐务；十七年七月升任广西布政司右参政。
萬曆三十一年（1603年）三月復除湖广右参政兼佥事、整饬郧襄兵备，遷江西按察使，四十一年正月升云南右布政使，万历四十七年（1618年）正月升为都察院右副都御史，巡抚云南兼督川贵兵饷，此时李焘已七十五岁。因赴任违限被弹劾，四十七年十一月辞官归乡。
李焘还乡后，倡导重修龟峰塔，亲题「龟峰古刹」四字，为后世延续了此塔。在河源兴文重教，著《河源县儒学记》。
天启五年（1625年）卒，时年82岁。

## 纪念
河源上城“尊德祠”，即为纪念李焘所建，祀郡邑乡贤。今有李焘故居。

## 家族
曾祖李必榮。祖父李珖。父李學顏，歲貢生。母馬氏。具庆下。兄李勳、李烈、李照、李杰、李蒸。從兄李遠（貢士）。